# Heikki Toppila
Heikki Toppila, född 4 juli 1885 i Paavola, död 5 april 1963 i Kuusankoski, var en finsk lärare, författare, journalist.

## Biografi
Toppilas föräldrar var bönder och han var gift från 1927 med folkskolläraren Anna Salminen. Toppila tog examen vid lärarseminariet i Kajana 1907. Han arbetade som lärare först i Vihanti Korpi by och sedan i Viborg och slutligen i Oulu Laanila åren 1909-1924. Han arbetade också som bonde och journalist. Under Finska inbördeskriget var Toppila i Helsingfors, där han anslöt sig till civilgardet och deltog i invasionen. År 1924 började han som frilansskribent. Som författare bodde Toppila på 1920-talet Vihanti, Limingo, Vichtis, Nummela, samt i Esbo, och Raumo. På 1930-talet bodde han med sin fru i Nummela och Borgå landskommun Hindhår. De sista åren av sitt liv bodde Toppila i Kuusankoski.

## Författarskap
Toppila grundade 1925 den så kallade,Toukokuun ryhmää, en grupp som bestod av bland annat L. Onerva, Einari Vuorela, Uuno Kailas och Arvi Kivimaa. Han deltog också i  Tulenkantajiens sammankomster, trots att han inte var medlem av gruppen. Toppila arbetade med norra Österbottens byalag och böckerna domineras ofta av människors föreställningar, rädsla för döden och arktisk hysteri baserad på mardrömmar.
Toppila finns representerad i Sven Karléns Sju finska novellister (1939).

## Utmärkelser
Toppila tilldelades
- Nationell litteraturpriset 1920, 1926, 1928 och 1935,
- SKS-priset 1933,
- Aleksis Kivipriset 1951.